# Франц Галль (генерал-лейтенант)
Франц Галль (нім. Franz Gall; 2 вересня 1884, Трір, Німецька імперія — 27 грудня 1944, Местре, Королівство Італія) — німецький офіцер, генерал-лейтенант вермахту. Кавалер Лицарського хеста Залізного хреста.

## Біографія
3 березня 1905 року вступив у 118-й піхотний полк «Принц Карл» (4-й великокняжий гессенський) Прусської армії. Після початку Першої світової війни 10 серпня 1914 року призначений ад'ютантом 1-го батальйону 118-го резервного піхотного полку. Галль та його полк у складі 49-ї резервної піхотної бригади взяли участь у битвах при Нефшато та на Марні на Західному фронті. 15 жовтня 1914 року Галль був направлений на 2 місяці як інструктор на курси фанен-юнкерів у Деберіці. З 1 грудня 1914 року — командир роти в резервному піхотному полку №254, який щойно формувався. Після мобілізації підрозділу у січні 1915 року разом із полком вирушив на Східний фронт, де, серед іншого, взяв участь у зимовому бою в Мазурії. З 7 жовтня 1916 року — командир 1-го батальйону свого полку. З 15 грудня 1916 року — ад'ютант 76-ї резервної піхотної бригади. З 16 травня 1917 року служив в Генштабі 8-го армійського корпусу, з 18 вересня 1917 року — 185-го піхотного полку. 28 березня 1918 року відряджений в Генштаб сухопутних військ. З 24 травня 1918 року служив в Генштабі 7-ї кавалерійської, з 11 липня 1918 року — 117-ї піхотної дивізії.
Після закінчення війни в 1919 році служив у прикордонній охороні «Схід» у Верхній Сілезії і в тому ж році був прийнятий в рейхсвер. З 11 лютого 1920 року обіймав посаду начальника відділу зв'язку Імперського військового міністерства по Верхній Сілезії при Армійській комісії з перемир'я. 31 грудня 1920 року звільнений у відставку. Після цього вивчав економіку та працював консультантом Сілезького комітету у Бреслау. Пізніше він став керуючим директором, а згодом — членом ради директорів будівельної компанії Berra. 1 жовтня 1933 року повернувся в рейхсвер як офіцер земельної оборони і очолив військовий район Растенбурга. З 1 жовтня 1934 року — керівник з підготовки в Лецені. З 5 березня 1935 року — офіцер служби комплектування.
Після початку Другої світової війни 18 вересня 1939 року призначений командиром 161-го ландверного піхотного полку, одночасно виконував обов'язки коменданта Лецена. З 1 грудня 1939 року — 1-й офіцер Генштабу (начальник оперативного відділу) в штабі допоміжного командування 17-го армійського корпусу у Відні, з 20 квітня 1940 року — в штабі прикордонної ділянки «Північ», з 20 квітня 1940 року —  в штабі допоміжного командування 1-го армійського корпусу в Кенігсберзі, а 25 жовтня 1940 року очолив штаб. 1 квітня 1941 року зарахований на дійсну службу. 20 липня 1943 року відправлений в командний резерв ОКГ. 6 вересня 1943 року відряджений в групу армій «D». З 18 вересня 1943 року — комендант оборонної ділянки Марселя, з 5 грудня 1943 року — оборонної ділянки Ельби. 22 червня 1944 року знову відправлений в командний резерв ОКГ. З 3 липня 1944 року — комендант оборонної ділянки Венеції. Загинув у бою.

## Звання
- Фанен-юнкер (3 березня 1905)
- Фенріх (18 листопада 1905)
- Лейтенант (18 серпня 1906)
- Оберлейтенант (17 лютого 1914)
- Гауптман (18 червня 1915)
- Майор запасу (31 грудня 1920)
- Майор (1 жовтня 1933)
- Майор служби комплектування (5 березня 1935)
- Оберстлейтенант (1 квітня 1938)
- Оберст (1 квітня 1941)
- Генерал-майор (1 січня 1943)
- Генерал-лейтенант (20 серпня 1944)

## Нагороди
- Залізний хрест 2-го і 1-го класу
- Почесний хрест ветерана війни з мечами
- Медаль «За вислугу років у Вермахті» 4-го, 3-го і 2-го класу (18 років)
- Застібка до Залізного хреста
  - 2-го класу (12 вересня 1939)
  - 1-го класу (8 жовтня 1939)
- Хрест Воєнних заслуг
  - 2-го класу з мечами
  - 1-го класу з мечами (1 січня 1942)
- Лицарський хрест Залізного хреста (19 червня 1944)